# Райс (округ, Канзас)
Райс (англ. Rice County; стандартное обозначение RC) — округ в штате Канзас, США. Официально образован 26 февраля 1867 года. По состоянию на 2010 год, численность населения составляла 10 083 человек.

## География
По данным Бюро переписи США, общая площадь округа равняется 1 886,299 км2, из которых 1 881,844 км2 суша и 4,455 км2 или 0,240 % это водоёмы.

## Население
По данным переписи населения 2000 года в округе проживает 10 761 жителей в составе 4 050 домашних хозяйств и 2 830 семей. Плотность населения составляет 6,00 человек на км2. На территории округа насчитывается 4 609 жилых строений, при плотности застройки около 2,00-х строений на км2. Расовый состав населения: белые — 94,68 %, афроамериканцы — 1,15 %, коренные американцы (индейцы) — 0,57 %, азиаты — 0,33 %, гавайцы — 0,04 %, представители других рас — 1,84 %, представители двух или более рас — 1,39 %. Испаноязычные составляли 5,61 % населения независимо от расы.
В составе 31,20 % из общего числа домашних хозяйств проживают дети в возрасте до 18 лет, 59,10 % домашних хозяйств представляют собой супружеские пары проживающие вместе, 7,20 % домашних хозяйств представляют собой одиноких женщин без супруга, 30,10 % домашних хозяйств не имеют отношения к семьям, 27,80 % домашних хозяйств состоят из одного человека, 15,30 % домашних хозяйств состоят из престарелых (65 лет и старше), проживающих в одиночестве. Средний размер домашнего хозяйства составляет 2,44 человека, и средний размер семьи 2,97 человека.
Возрастной состав округа: 24,70 % моложе 18 лет, 13,30 % от 18 до 24, 22,80 % от 25 до 44, 21,30 % от 45 до 64 и 21,30 % от 65 и старше. Средний возраст жителя округа 38 лет. На каждые 100 женщин приходится 92,20 мужчин. На каждые 100 женщин старше 18 лет приходится 88,20 мужчин.
Средний доход на домохозяйство в округе составлял 35 671 USD, на семью — 40 960 USD. Среднестатистический заработок мужчины был 31 175 USD против 18 968 USD для женщины. Доход на душу населения составлял 16 064 USD. Около 8,50 % семей и 10,70 % общего населения находились ниже черты бедности, в том числе — 14,60 % молодежи (тех, кому ещё не исполнилось 18 лет) и 8,20 % тех, кому было уже больше 65 лет.